# Cenogenus abyssalis
Cenogenus abyssalis är en ringmaskart som först beskrevs av Imajima och Masanobu Higuchi 1975.  Cenogenus abyssalis ingår i släktet Cenogenus och familjen Lumbrineridae. Inga underarter finns listade i Catalogue of Life.